# Maximilian Joseph Leidesdorf

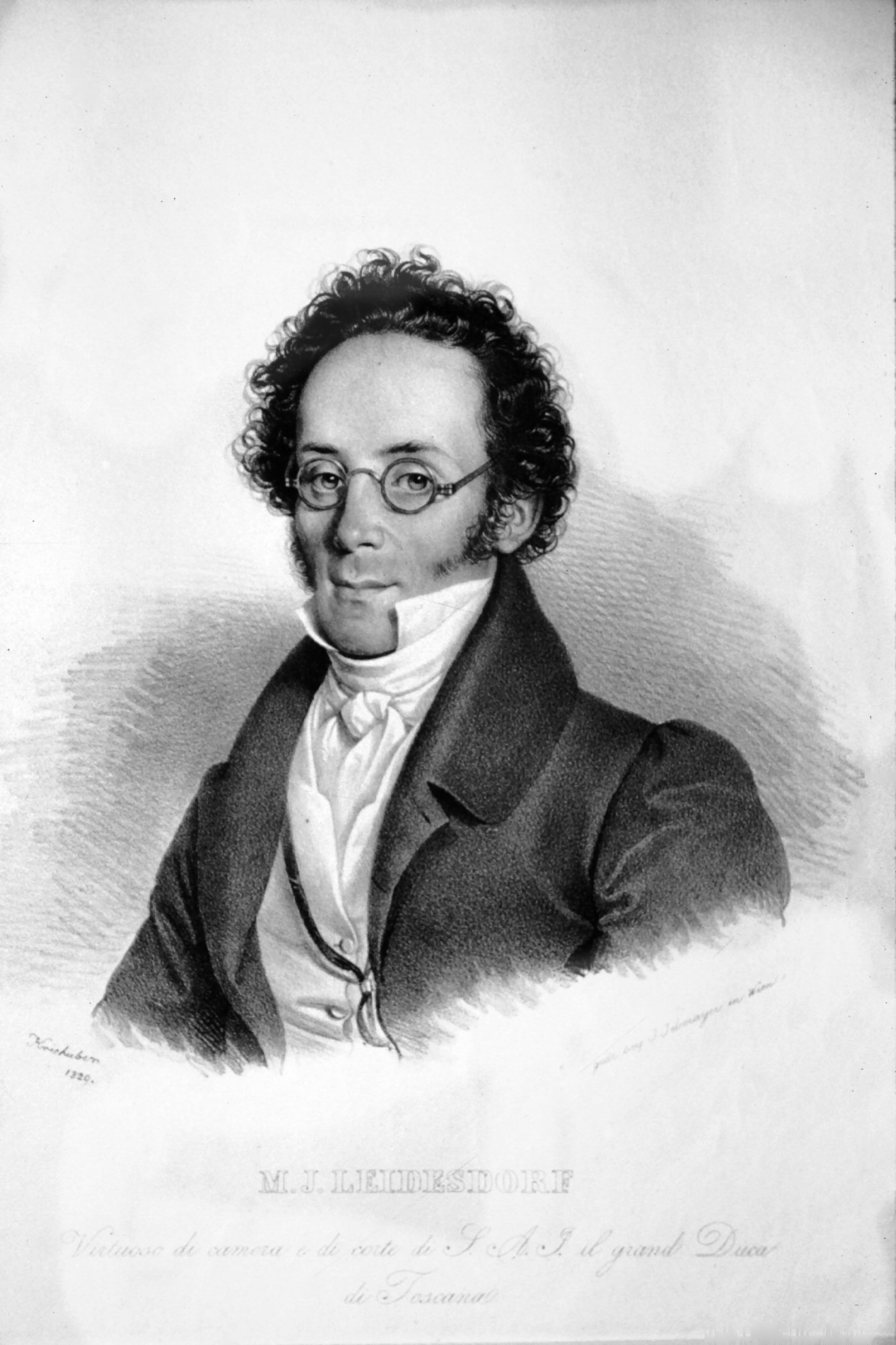
Maximilian Joseph Leidesdorf, litografi av Josef Kriehuber, 1829

Maximilian Joseph Leidesdorf, född den 5 juli 1787 i Wien, död den 27 september 1840 i Florens, var en österrikisk pianist och tonsättare. Han var far till Maximilian Leidesdorf.
Intill 1827 uppehöll han sig i födelsestaden Wien och flyttade därpå till Florens, där han levde till sin död. Han var en skicklig utövare av sitt instrument, piano. Det var dock mest genom sina tonsättningar han gjorde sig bekant. De uppgår till ett betydande antal, över 150. Europas konstnärer (1887) innehåller följande omdöme om dem: "Äfven om de öfver hufvud icke röja konstnärligt djup, vitna de dock om färdighet och teknisk rutin. Inom amatörsverlden voro de emellertid på sin tid mycket i rop." I Sverige var det företrädesvis genom sin lilla visa Ungdomen med begynnelseraden Lifvet förgår som en flod (intagen i Johan Peter Cronhamns sångsamling Sjung!) som Leidesdorf blev populär.